# 정광현 (1997년)
정광현(1997년 3월 21일~)은 대한민국의 기타연주자이다. 동생은 배우 정소리이고 U+tv 드라마 밤이 되었습니다에 출연하였다.

## 학력
- 국제예술대학교 실용음악과 (졸업)

## 가족 사항
- 여동생: 정소리 (1998년 6월 2일 ~)